# Mario Farren
Mario Farren Risopatrón (Santiago, 1961) es un ingeniero comercial chileno. Desde el 14 de mayo de 2018 fue Superintendente de Bancos e Instituciones Financieras de Chile hasta que la SBIF se fusionó con la SVS en la Comisión para el Mercado Financiero (CMF) a fines de mayo de 2019. Desde el 13 de junio de 2019 es el  Asesor Presidencial en Ciberseguridad.

## Formación
Es ingeniero comercial, licenciado en Negocios de la Universidad de Chile y MBA de Booth School of Business de la Universidad de Chicago.

## Carrera profesional
Desde enero de 2016, hasta asumir sus nuevas funciones en el SBIF, se desempeñaba como presidente y gerente general de Citibank del Perú, posición desde la cual supervisaba también Citibank Ecuador y Citicorp Chile.
En Citibank se desarrolló por 27 años. Ingresó en 1991 a cargo de Instituciones Financieras. Luego, asumió como gerente general de Citigroup Chile Corredores de Bolsa y hasta 1999 fue Country Treasurer de Citibank Uruguay.
Desde 1999 hasta 2002 estuvo a cargo del negocio de foreign exchange online desde Citi Nueva York para América Latina. Entre 2002 y 2007 fue Country Treasurer de Citi Colombia y Citi Chile. Entre 2008 y julio de 2011 fue gerente corporativo y de inversiones de Banco de Chile. Posteriormente, estuvo en México como director de mercados del Banco Nacional de México, CitiBanamex y de Accival Casa de Bolsa.